# Frederico Casimiro do Palatinado-Zweibrücken-Landsberg
Frederico Casimiro (em alemão:  Friedrich Kasimir) (Zweibrücken, 10 de junho de 1585 – Montfort-en-Auxois, 30 de setembro de 1645) foi um nobre alemão pertencente ao Ramo Palatino da Casa de Wittelsbach, e que foi Duque de Landsberg de 1604 a 1645.

## Biografia
Frederico nasceu em Zweibrücken em 1585 e era o segundo filho varão de João I do Palatinado-Zweibrücken e de Madalena de Cleves. Após a morte de seu pai em 1604, Frederico Casimiro e os seus irmãos partilharam os seus territórios; Frederico Casimiro recebeu o território em volta do Castelo de Landsberg, localizado na Comuna de Heiligenstein, na Alsácia.
Em 1611 as disposições do seu pai a seu favor e a favor do seu irmão mais novo, João Casimiro, foram finalmente implementadas, sendo-lhes atribuído, respectivamente, os apanágios de Landsberg e Neukastell, reservando para o irmão mais velho, João II, a maior parte do Palatinado-Zweibrücken.
Frederico Casimiro morreu em Montfort-en-Auxois em 1645, sendo sepultado na Igreja de Alexandre (Alexanderkirche), na cidade de Zweibrücken.

## Casamento e descendência
A 4 de Julho de 1616 Frederico Casimiro casou com Emília Antuerpiana de Nassau (1581–1657), uma filha de Guilherme, o Taciturno, Príncipe de Orange, e deste casamento nasceram três filhos:
- Frederico (Friedrich) (1617-1617)
- Frederico Luís (Friedrich Ludwig) (1619-1681), que sucedeu ao pai como duque de Zweibrücken-Landsberg em 1645, vindo, também, a herdar o ducado de Zweibrücken em 1661. Com geração;
- Carlos Henrique (Karl Heinrich) (1622-1623).